# Communauté d'agglomération de Saint-Omer
La communauté d'agglomération de Saint-Omer (CASO) est une ancienne communauté d'agglomération française, située dans le département du Pas-de-Calais et la région Hauts-de-France.
Elle a fusionné avec ses voisines pour former, le 1er janvier 2017, la communauté d'agglomération du Pays de Saint-Omer (CAPSO).

## Historique
Le 20 novembre 1962 naissait le District urbain, alors composé de deux communes - Saint-Omer et Longuenesse - dont les compétences portaient essentiellement sur le logement et l’assainissement.
Par étapes successives d’autres communes sont venues rejoindre Saint-Omer et Longuenesse :
- Saint Martin au Laert, en 1965,
- Arques, Blendecques, Campagne-lès-Wardrecques, Clairmarais, Hallines, Helfaut, Tatinghem et Wizernes en 1966,
- Salperwick en 1970,
- Éperlecques, Houlle, Moringhem, Moulle, Serques et Tilques en 1972.

À cette date, le "District Urbain" a perdu avec ses 12 communes rurales, sa dénomination urbain pour devenir le District de la région de Saint-Omer, puis se transforme, le 1er janvier 2001, en  communauté d’agglomération de Saint-Omer (CASO) qui a accueilli à la même date, sa 19e commune, celle de Wardrecques.
Le 1er janvier 2014, la communauté d'agglomération s’agrandit en absorbant les six communes de l'ancienne communauté de communes de la région d'Ardres et de la Vallée de la Hem : Bayenghem-les-Eperlecques, Mentque-Nortbécourt, Nordausques, Nort-Leulinghem, Tournehem-sur-la-Hem et Zouafques.
Un processus d'adhésion de la commune de Racquinghem, jusqu'alors membre de la communauté de communes du pays d'Aire, a été engagé en 2014. La commune rejoint finalement en septembre 2015, la communauté d'agglomération à la suite d'un arrêté préfectoral statuant en ce sens à la suite d'un conflit avec la CCPA.
En 2015, un projet de fusion des communes de la Communauté d'agglomération de Saint-Omer en une seule est élaboré. Pour que ce projet puisse être validé, il nécessite l'accord de toutes les communes concernées. Le 8 octobre, le conseil municipal de Clairmarais vote contre, ce qui met un terme à ce projet.
Le 1er janvier 2016, la communauté d'agglomération compte une commune de moins, les communes de Saint-Martin-au-Laërt et Tatinghem ayant fusionné et créé la commune nouvelle de Saint-Martin-lez-Tatinghem.
Le 1er janvier 2017, la communauté d'agglomération fusionne avec la communauté de communes du canton de Fauquembergues, la communauté de communes de la Morinie et la communauté de communes du Pays d'Aire, pour former la communauté d'agglomération du Pays de Saint-Omer .

## Territoire communautaire

### Géographie
Entre la Côte d’Opale, la Flandre et l’Artois. 
- voies de transport  :

l’A26 : Saint-Omer à 2 h de Paris, 30 min de Calais
la RN 42 : Saint-Omer à 45 min de Boulogne-sur-Mer, 1 h de Lille
la RD 300 : Saint-Omer à 30 min de Dunkerque.
La voie fluviale : une liaison directe avec le futur canal Seine Nord, via le canal à grand gabarit.

### Composition
La communauté d'agglomération de Saint-Omer regroupait en 2016 les 25 communes suivantes, soit, selon le recensement de 2013, une population totale regroupée  de 73 672 habitants :
- Longuenesse
- Arques
- Bayenghem-lès-Éperlecques
- Blendecques
- Campagne-lès-Wardrecques
- Clairmarais
- Éperlecques
- Hallines
- Helfaut
- Houlle
- Mentque-Nortbécourt
- Moringhem
- Moulle
- Nordausques
- Nort-Leulinghem
- Racquinghem
- Saint-Martin-lez-Tatinghem
- Saint-Omer
- Serques
- Tilques
- Tournehem-sur-la-Hem
- Wizernes
- Zouafques

## Administration

### Siège
Le siège de la CASO était à Longuenesse, 4, rue Albert-Camus.

### Élus
La communauté d'agglomération est administrée par son conseil communautaire, composé en 2014 de 67 conseillers municipaux représentant les 25 communes membres.
À la suite des élections municipales de 2014 dans le Pas-de-Calais, le conseil communautaire du 26 avril 2014 a élu son nouveau président, François Decoster, maire de Saint-Omer, et désigné ses 14 vice-présidents, qui sont : 
1. Bertrand Petit, maire de Saint-Martin-au-Laërt ;
2. Jean-Marie Barbier, maire de Longuenesse ;
3. Caroline Saudemont, maire d’Arques ;
4. Rachid Ben Amor, maire de Blendecques ;
5. Daniel Herbert, maire de Wizernes ;
6. Laurent Denis, maire d’Eperlecques ;
7. Bruno Humetz, adjoint à Saint-Omer ;
8. Gilles Louf, maire de Tatinghem ;
9. Patrick Bédague, maire de Tilques ;
10. Marc Thomas, maire de Moulle ;
11. Marie Lefebvre, maire de Serques ;
12. Jean-Michel Bouhin, maire de Bayenghem-les-Eperlecques ;
13. Michel Prévost, maire d’Hallines ;
14. Jean-Pierre Leclercq, maire de Mentque-Nortbécourt[8].

Ils ont été en fonction jusqu'à la fusion de la CASO au sein de la CAPSO.

### Liste des présidents
| Période                                  | Période                      | Identité           | Étiquette | Qualité                                                                                               |
| ---------------------------------------- | ---------------------------- | ------------------ | --------- | --- |
| Les données manquantes sont à compléter. |                              |                    |           | |
| 1995                                     | 2008                         | Jean-Marie Barbier | PS        | Enseignant retraité Maire de Longuenesse (1989 → ) Conseiller général de Saint-Omer-Sud (2001 → 2015) |
| 18 avril 2008                            | 26 avril 2014                | Joël Duquenoy      | PS        | Maire d'Arques (2001 → 2014)                                                                          |
| 26 avril 2014                            | En cours (au 3 février 2015) | François Decoster  | UDI       | Maire de Saint-Omer (2014 → )                                                                         |

### Compétences
L'intercommunalité exerçait  les compétences qui lui avaient été transférées par les communes membres, dans les conditions définies par le code général des collectivités territoriales.
Celles-ci aussi avaient bien sûr évolué au fil des années, notamment en matière d’urbanisme (zones d’habitation, lotissements, plans d’occupation des sols), de développement économique (développement des zones industrielles, d’activités), l’enlèvement des ordures ménagères, de distribution et d’adduction d’eau potable (pour les communes ayant transféré cette compétence), d’assainissement, mais aussi plus récemment de promouvoir l’enseignement supérieur, le tourisme, les affaires culturelles.

### Régime fiscal et budget
La communauté d'agglomération était un établissement public de coopération intercommunale à fiscalité propre.
Afin de financer l'exercice de ses compétences, l'intercommunalité percevait, comme toutes les communautés d'agglomération, la fiscalité professionnelle unique (FPU) – qui a succédé à la taxe professionnelle unique (TPU) – et assure une péréquation de ressources entre les communes résidentielles et celles dotées de zones d'activité.
Elle percevait également une taxe d'enlèvement des ordures ménagères (TEOM), qui finance le fonctionnement de ce service public.